# Бэнфилд, Эшли
Э́шли Де́ннистун Бэ́нфилд (англ. Ashleigh Dennistoun Banfield; 29 декабря 1967, Виннипег, Манитоба, Канада) — канадско-американская журналистка и телеведущая.

## Биография
Эшли Деннистун Бэнфилд родилась 29 декабря 1969 года в Виннипеге (провинция Манитоба, Канада). В 1985 году она окончила «Balmoral Hall School», в 1988 году Университет Куинс, а в 1992 году — Университет Британской Колумбии. 24 октября 2008 года Бэнфилд получила гражданство США.
Банфилд начала карьеру в 1988 году на  «CJBN-TV» в Кеноре, Онтарио, и в том же году на CKY-TV в Виннипеге. С 1989 по 1992 год она вела выпуски новостей на телеканале CFRN-TV в Эдмонтоне. Она работала на CICT-TV в Калгари в качестве продюсера с 1992 по 1993 год и в качестве ведущего вечерних новостей и бизнес-корреспондента с 1993 по 1995 год. Банфилд выиграла две премии Iris Awards в 1994 году в категориях «Лучший новостной документальный фильм» и «Лучший фестиваль».
Банфилд была внештатным ассоциированным продюсером телеканала ABC World News Tonight во время ее работы в CICT-TV. Она освещала встречу Буша и Горбачева в России в 1991 году и встречу Клинтона и Ельцина в Ванкувере в апреле 1993 года. В начале 2000-х годов Бэнфилд начала активную журналистскую деятельность в США.

## Личная жизнь
22 июля 2004 года Эшли вышла замуж за финансиста по недвижимости Говарда Гулда, у них родилось два сына, Джей Фишер Гулд (род. 22.10.2005) и Ридли Бэнфилд Гулд (род. 21.05.2007), но в начале 2010-х годов они развелись.
С 29 декабря 2017 года Эшли замужем во второй раз за Крисом Хейнером, с которым встречалась до этого три года.

## Избранная фильмография
| Год  |   | Русское название | Оригинальное название | Роль       |
| ---- | - | ---------------- | --------------------- | ---------- |
| 2010 | с | Во все тяжкие    | Breaking Bad          | ведущая №1 |